# Leptogorgia sarmentosa
La gorgonia anaranjada o gorgonia sarmiento (Leptogorgia sarmentosa) (Esper, 1791) es un octocoral de la familia Gorgoniidae.

## Descripción
Se trata de una gorgonia arborescente de consistencia esponjosa, de una gama de colores entre el blanco y el rojo, siendo el naranja el color más frecuente. Las ramas son bastante delgadas, sobre todo en la parte terminal. Los pólipos son blancos, de un tamaño aproximado de entre 1 y 1,5 mm. La colonia puede llegar a alcanzar una altura de 1 m.

## Biología
Las colonias crecen aisladas de otros ejemplares y se alimentan de zooplancton, filtrándolo gracias a la acción de la corriente.

## Distribución y hábitat
Se encuentra en el mar Mediterráneo y en el océano Atlántico oriental, en aguas turbias, ricas en nutrientes, expuestas a la corriente sobre fondos fangosos o coralinos, entre los 20 y los 300 metros de profundidad.

## Galería de imágenes

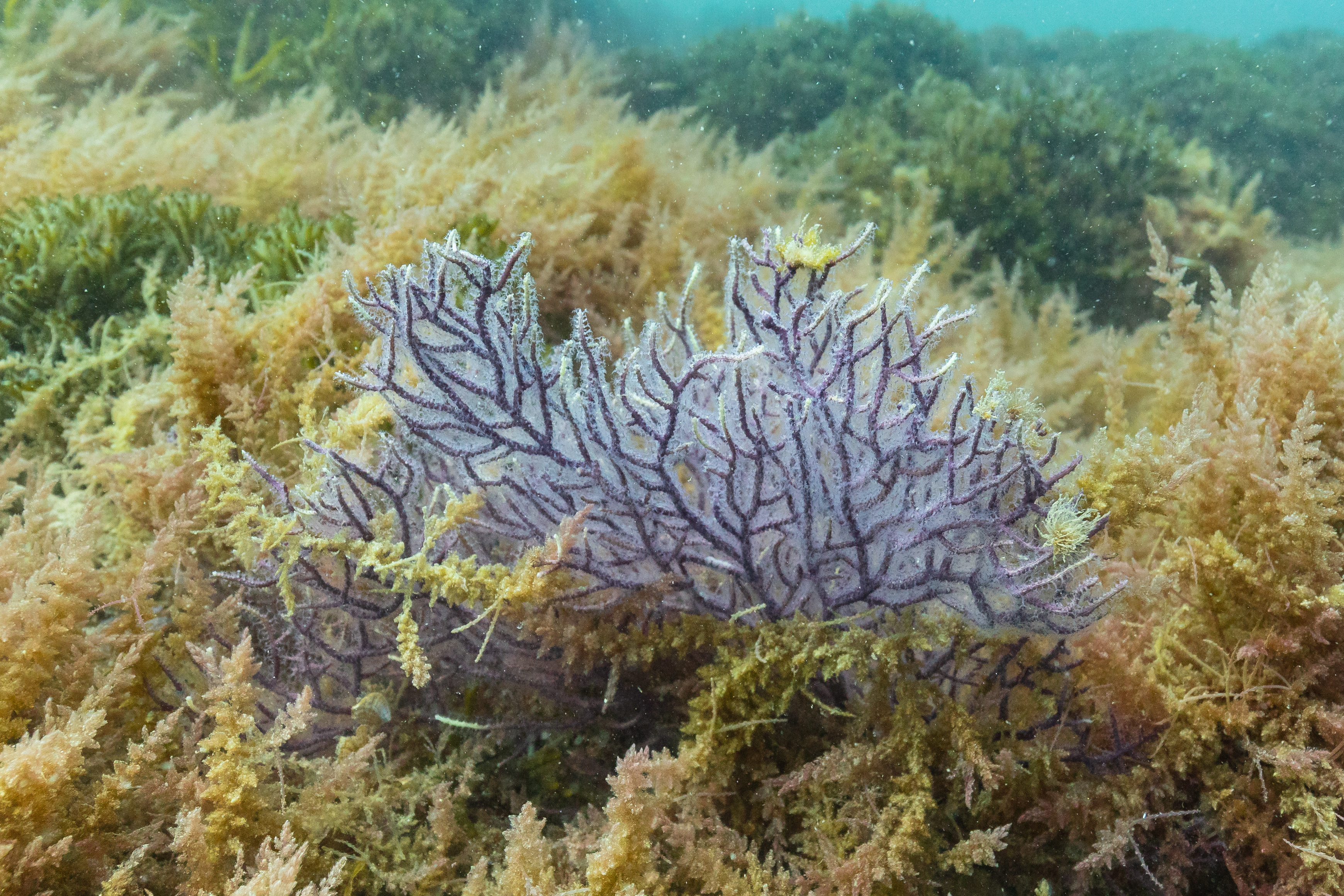
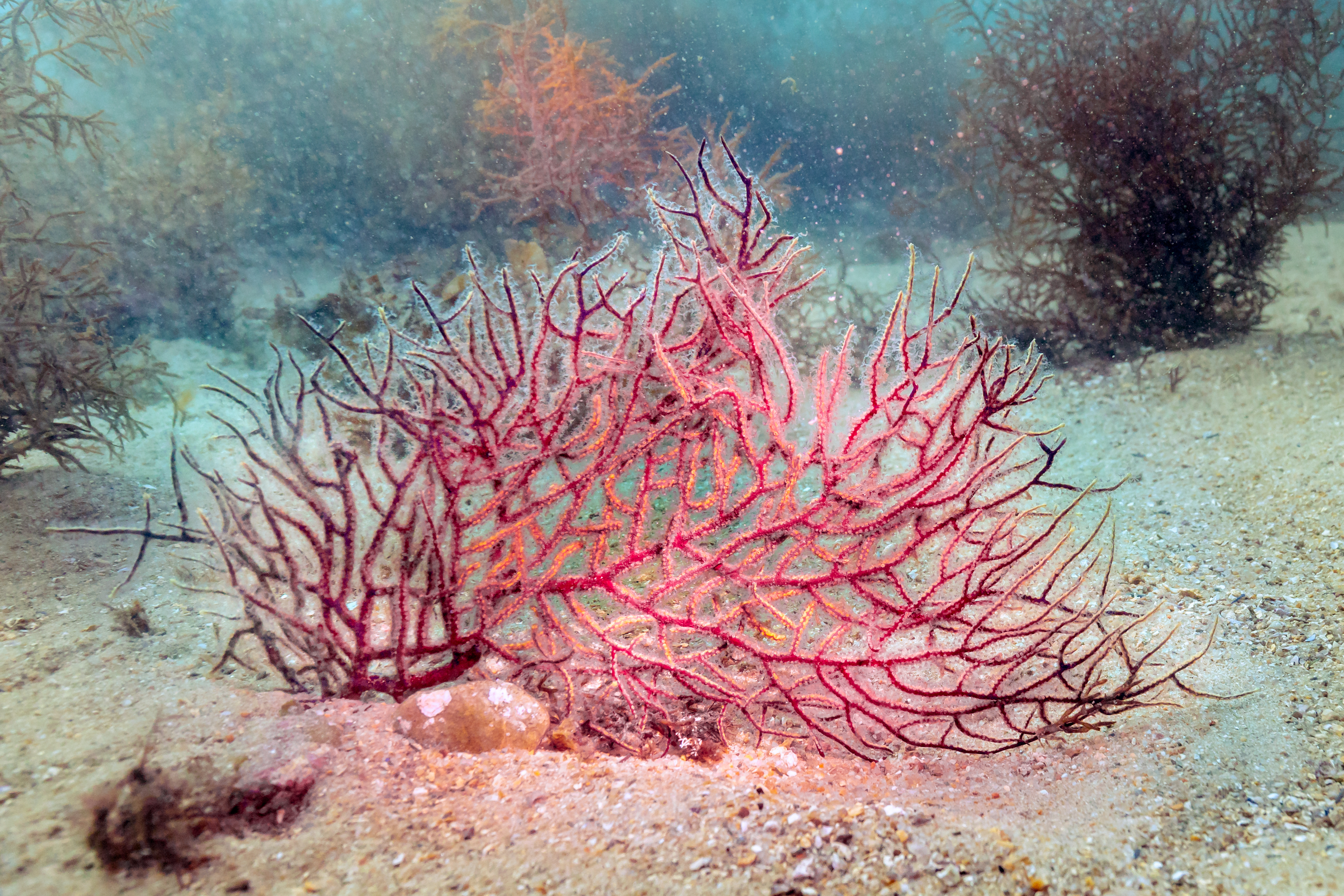
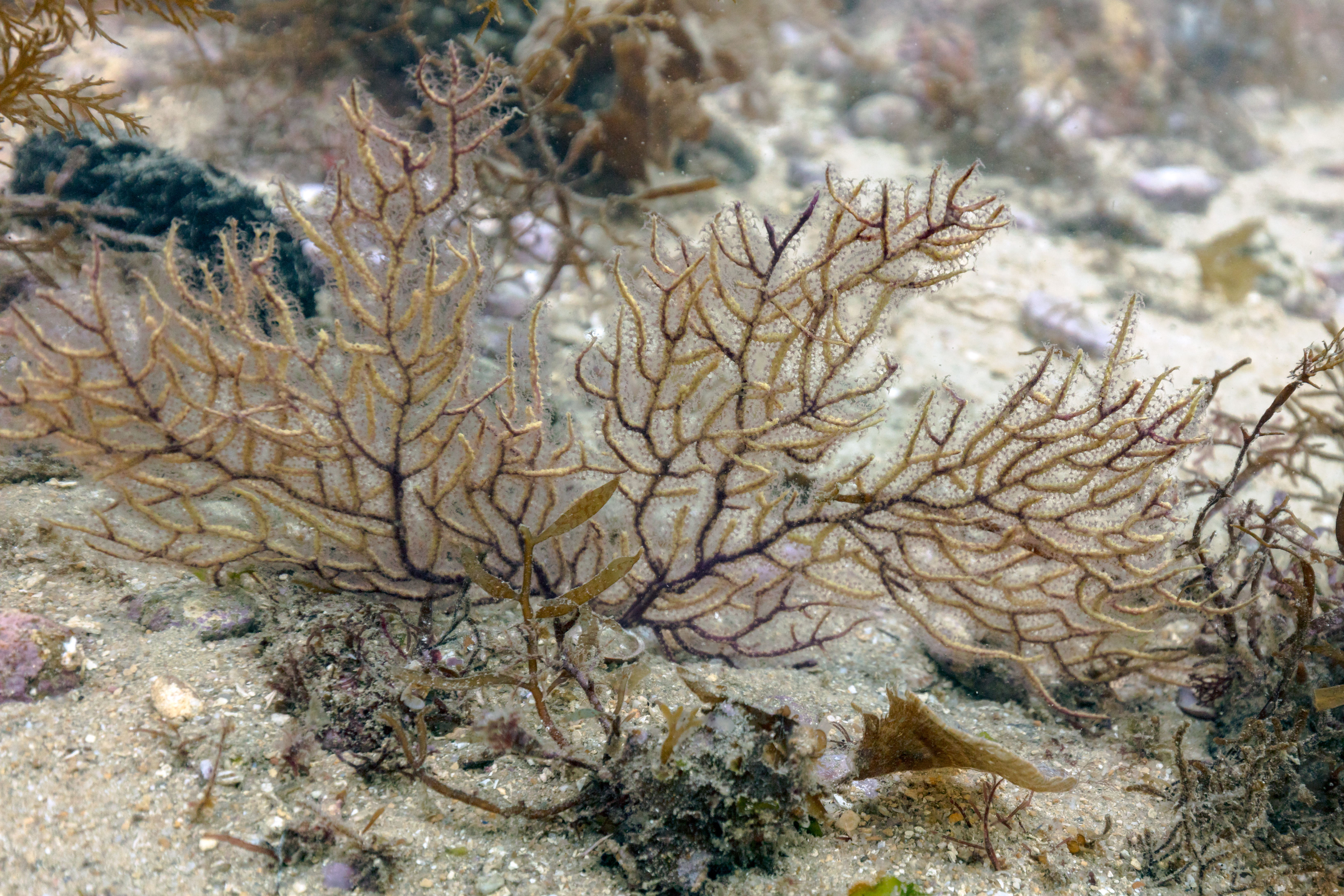
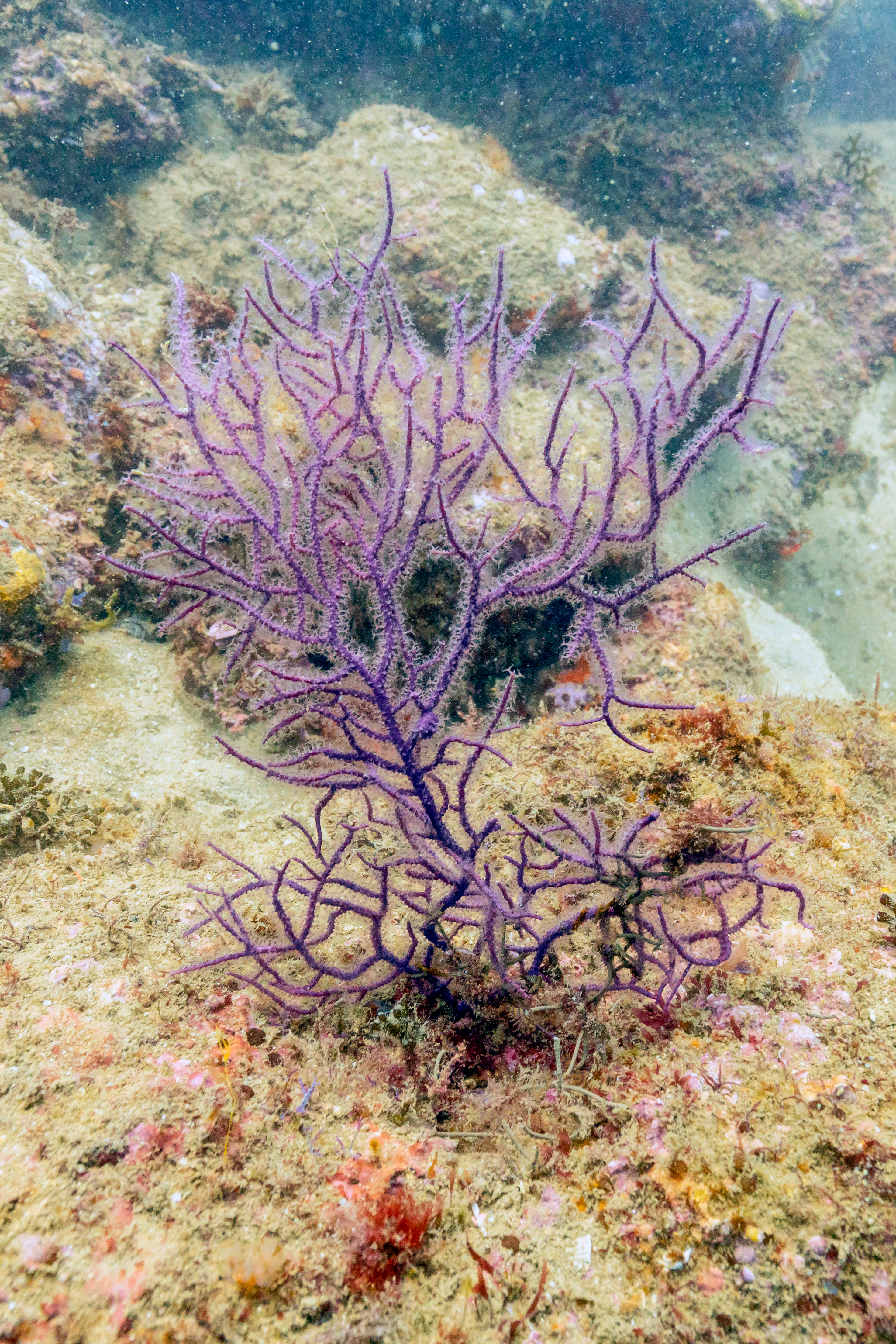